# المحامدة (بني وليد)
المحامدة هي إحدى مشيخات المملكة المغربية، تتبع جغرافيا لإقليم تاونات وإداريًا لبني وليد. يقدر عدد سكانها بـ 1320 نسمة حسب الإحصاء الرسمي للسكان والسكنى لسنة 2004.